# Обумовлений кредит
Обумо́влений креди́т (англ. conditional loan) — кредит (найчастіше міжнародних організацій в іноземній валюті), надання якого супроводжується вимогами кредитора щодо певного курсу економічної політики позичальника, виконання ним рекомендованих заходів у економічному регулюванні та реформуванні.
Кредит стенд-бай (англ. Stand-by credit) - кредит, який з 1952 р. надається країнам-членам МВФ для певних, узгоджених з МВФ цілей на основі угод «стенд-бай». Банк резервує до встановленого терміну обумовлену суму, а клієнт використовує її частково або повністю залежно від потреб у кредиті.
Угоди про резервні кредити (Stand-by Arrangements), або угоди про розширені кредити (англ. Extended Arrangements) припускають, що країна отримує гарантію того, що вона зможе автоматично отримувати іноземну валюту до суми, про яку досягнута домовленість, в будь-який час, протягом терміну дії угоди при дотриманні його умов. У сучасних умовах головним призначенням кредитів «стенд-бай» є кредитування макроекономічних стабілізаційних програм, здійснюваних країнами-членами. Кредити можуть надаватися на термін 12-24 міс. Купівлі іноземної валюти, вчинені на основі угоди «стенд-бай», повинні бути погашені протягом дворічного періоду. Практика показує, що обсяг виділених коштів за такими угодами, як правило, перевищує суму їх фактичного використання. Після закінчення угоди не використана країною сума кредиту повертається Фонду.